# Francesc Burrull i Ill

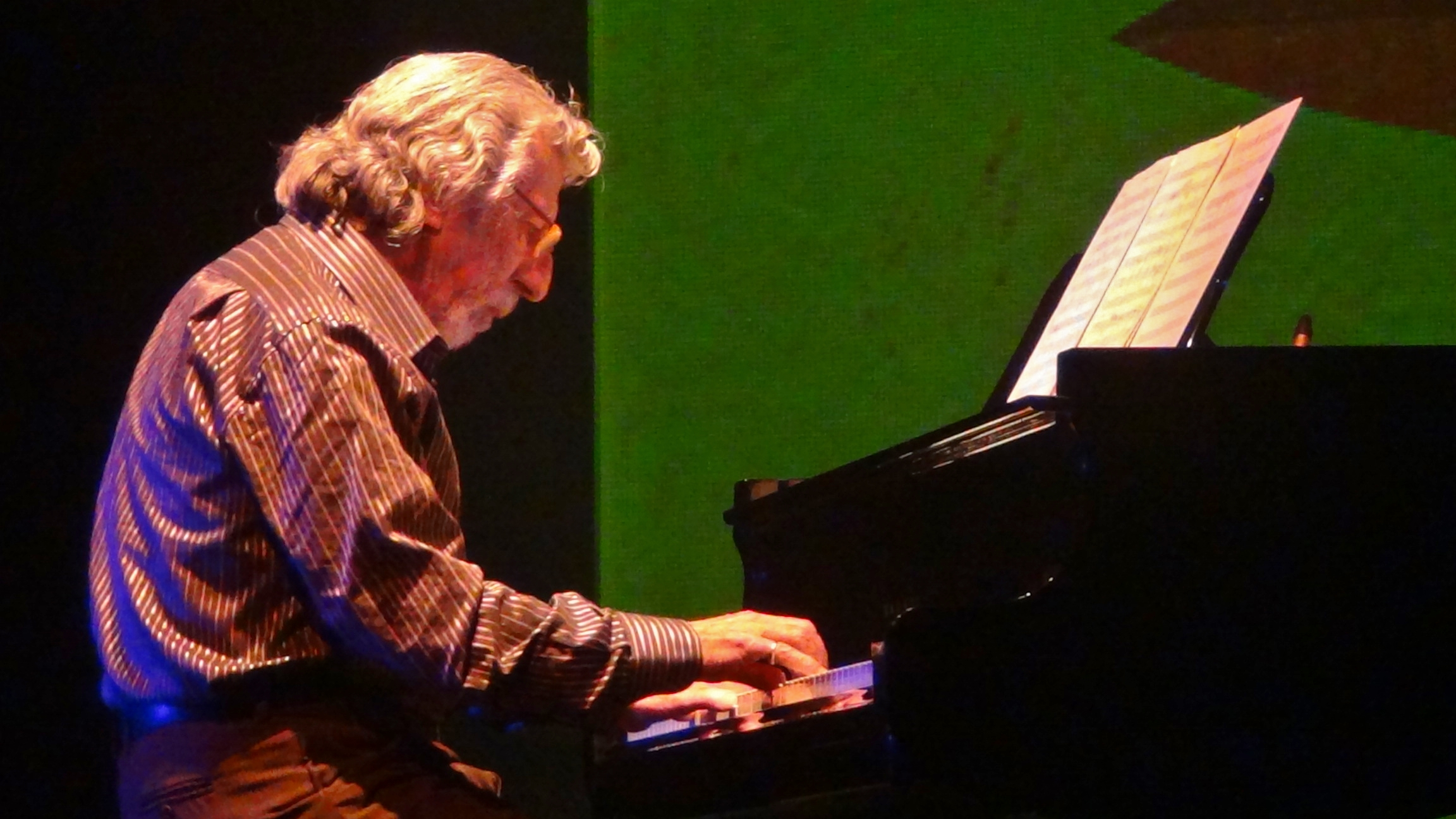
Francesc Burrull al Festival Barnasants 2013

Francesc Burrull i Ill [I-L-L] (Barcelona, 18 d'octubre de 1934- Sant Pere de Ribes, el Garraf, 28 d'agost de 2021) va ser un compositor, arranjador i pianista en l'àmbit del jazz i la cançó, conegut habitualment tan sols com a Francesc Burrull.

## Biografia
Fill de Francesc Borrull i Galopa (o Calopa) i de Marina Ill i Vidal,
L'any 1992 obtingué el Premi Nacional de Música de la Generalitat de Catalunya per les seves interpretacions de jazz.
La seva col·laboració amb Joan Manuel Serrat començà el 1967, signant els arranjaments de l'EP Cançó de matinada on, a més del tema homònim, figuren Me'n vaig a peu, Paraules d'amor i Les sabates. El 1972 tornà a retrobar-se amb Serrat en els arranjaments del disc Miguel Hernández. Burrull en serà director musical i pianista en els primers anys 70 fins al retorn de Ricard Miralles el 1974.
Fidel a aquest compromís amb les cançons de Serrat en fou el seu recital amb la cantant Laura Simó, que presentaren plegats des del 2002 amb un passeig per l'obra del cantautor barceloní, finalment editat en CD el 2007 amb el títol Laura Simó & Francesc Burrull interpreten Serrat, editat per Stres Music, on hi interpreten: Lucía, Me'n vaig a peu, No hago otra cosa que pensar en ti, Del pasado efímero, Llanto y coplas, Barquito de papel, El meu carrer, Conillet de vellut, Tio Alberto, Perquè la gent s'avorreix tant? i Mediterráneo. També el 2007 publicà un llibre-disc de cançons infantils pròpies: Sentiments i emocions (Bellaterra Música).
El 2010 s'edita un segon disc en homenatge a Serrat, també conjuntament amb Laura Simó: Temps de pluja (Temps Record). El mateix any 2010 es publica Les 26 cançons infantils (Edicions La Campana, 2010), llibre de partitures i textos escrits juntament amb Josep Maria Espinàs i pròleg de Lluís Llach. Inclou CD amb les 26 cançons infantils editades en quatre discos del 1967 al 1970.
El 2012 col·labora amb el cantautor Joan Isaac enregistrant dues cançons en el seu disc Piano, piano... i acompanyant-lo en directe en la seva presentació. El 2013 el músic, resident a Vilanova i la Geltrú, declara que si hagués de quedar-se amb tres discos de tota la seva trajectòria artística serien el dedicat al poeta Miguel Hernández del 1972 amb Joan Manuel Serrat, Diálogos del 1975 amb Joan Baptista Humet i el clàssic Manuel de Falla avui del 1976, amb Albert Moraleda al baix, Miquel Àngel Lizandra a la bateria i la col·laboració especial de Leonora Milà al piano. Aquest últim disc fou retirat de les botigues al cap de poc per problemes de drets d'autor amb els hereus del músic Manuel de Falla.
El Govern de la Generalitat de Catalunya li va concedir la Creu de Sant Jordi l'11 d'abril de 2017.
En el moment de la seva defunció, el 28 d'agost del 2021, estava acabant l'enregistrament de la musicació de l'últim poemari de Pere Tàpias. El periodista Àlex Gomez-Font just estava acabant d'ultimar un documental dedicat a la figura de Burrull. El documental dirigit per Pau Guixà i Àlex Gomez-Font, es va presentar a competició a la secció Panorama Nacional del Festival In-edit 2021 de Barcelona, amb la projecció el 29 d'octubre de 2021 al cine Aribau de Barcelona.

## Discografia parcial
- Fantasía musical thailandesa, EP amb l'Orquestra Montoliu (1962)
- Negro Spirituals (1971)
- Miguel Hernández (1972) amb Joan Manuel Serrat
- Recordando a Duke Ellington (1974)
- Diálogos amb Joan Baptista Humet (1975)
- Manuel de Falla avui, amb Catalonia Concerts Jazz (1976)
- Sinceritat... amb Roda & Burrull (1995)
- No son... boleros, amb La Voss del Trópico (1996)
- Blanc i negre (1997), piano solo
- Un poema de amor, amb La Voss del Trópico (1999)
- Passeig de Gràcia, gravat amb el seu trio (Llorenç Ametller, baix, Quim Soler, bateria, Francesc Burrull, piano)
- Barcelona Jazz, gravat amb el seu trio
- Laura Simó & Francesc Burrull interpreten Serrat (2007)
- Temps de pluja (2010), un segon conjunt de versions de cançons de Joan Manuel Serrat acompanyat per la veu de Laura Simó.